# Vilar Seco de Lomba
Vilar Seco de Lomba é uma povoação portuguesa sede da Freguesia de Vilar Seco de Lomba do Município de Vinhais, freguesia com 20,24 km² de área e 186 habitantes (censo de 2021), tendo, por isso, uma densidade populacional de 9,2 hab./km².
Foi vila e sede de concelho até ao início do século XIX. Este era constituído pelas freguesias de Edral, Pinheiro Novo, Quirás, São Jomil, Vilar Seco de Lomba, Frades, Gestosa, Segirei e Vilarinho. Tinha, em 1801, 2 348 habitantes.
Atualmente, a freguesia é constituída por três aldeias: Vilar Seco de Lomba, Passos de Lomba e Gestosa de Lomba.
Correm nesta freguesia dois rios: o rio Mente e o rio Rabaçal, entre os quais fica o planalto que alberga a maior parte do território desta freguesia.

## Demografia
Nota: No censo de 1864 figura como Vilar Seco. Nos censos de 1890 e de 1911 a 1930 estava anexada a esta freguesia a de Gestosa. Pelo decreto lei nº 27.424, de 31/12/1936, Gestosa passou a fazer parte desta freguesia.
A população registada nos censos foi:
| Distribuição da População por Grupos Etários | Distribuição da População por Grupos Etários | Distribuição da População por Grupos Etários | Distribuição da População por Grupos Etários | Distribuição da População por Grupos Etários |
| -------------------------------------------- | -------------------------------------------- | -------------------------------------------- | -------------------------------------------- | -------------------------------------------- |
| Ano                                          | 0-14 Anos                                    | 15-24 Anos                                   | 25-64 Anos                                   | > 65 Anos                                    |
| 2001                                         | 25                                           | 22                                           | 136                                          | 109                                          |
| 2011                                         | 10                                           | 16                                           | 94                                           | 115                                          |
| 2021                                         | 7                                            | 4                                            | 70                                           | 105                                          |

## Património
- Igreja Paroquial de Vilar Seco de Lomba;
- Pelourinho de Vilar Seco ou Pelourinho de Vilar Seco da Lomba.